# Danh sách tiểu hành tinh: 29001–30000
| Tên                                                  | Tên đầu tiên                                         | Ngày phát hiện                                       | Nơi phát hiện                                        | Người phát hiện                                      |                                                      |                                                      |                                                      |                                                      |                                                      |                                                      |                                                      |                                                      |                                                      |                                                      |                                                      |                                                      |                                                      |                                                      |                                                      |                                                      |                                                      |                                                      |                                                      |                                                      |                                                      |                                                      |                                                      |                                                      |                                                      |                                                      |                                                      |                                                      |                                                      |                                                      |                                                      |                                                      |                                                      |                                                      |                                                      |                                                      |                                                      |                                                      |                                                      |                                                      |                                                      |                                                      |                                                      |                                                      |                                                      |
| 29001–29100 Danh sách các tiểu hành tinh/29001–29100 | 29001–29100 Danh sách các tiểu hành tinh/29001–29100 | 29001–29100 Danh sách các tiểu hành tinh/29001–29100 | 29001–29100 Danh sách các tiểu hành tinh/29001–29100 | 29001–29100 Danh sách các tiểu hành tinh/29001–29100 | 29101–29200 Danh sách các tiểu hành tinh/29101–29200 | 29101–29200 Danh sách các tiểu hành tinh/29101–29200 | 29101–29200 Danh sách các tiểu hành tinh/29101–29200 | 29101–29200 Danh sách các tiểu hành tinh/29101–29200 | 29101–29200 Danh sách các tiểu hành tinh/29101–29200 | 29201–29300 Danh sách các tiểu hành tinh/29201–29300 | 29201–29300 Danh sách các tiểu hành tinh/29201–29300 | 29201–29300 Danh sách các tiểu hành tinh/29201–29300 | 29201–29300 Danh sách các tiểu hành tinh/29201–29300 | 29201–29300 Danh sách các tiểu hành tinh/29201–29300 | 29301–29400 Danh sách các tiểu hành tinh/29301–29400 | 29301–29400 Danh sách các tiểu hành tinh/29301–29400 | 29301–29400 Danh sách các tiểu hành tinh/29301–29400 | 29301–29400 Danh sách các tiểu hành tinh/29301–29400 | 29301–29400 Danh sách các tiểu hành tinh/29301–29400 | 29401–29500 Danh sách các tiểu hành tinh/29401–29500 | 29401–29500 Danh sách các tiểu hành tinh/29401–29500 | 29401–29500 Danh sách các tiểu hành tinh/29401–29500 | 29401–29500 Danh sách các tiểu hành tinh/29401–29500 | 29401–29500 Danh sách các tiểu hành tinh/29401–29500 | 29501–29600 Danh sách các tiểu hành tinh/29501–29600 | 29501–29600 Danh sách các tiểu hành tinh/29501–29600 | 29501–29600 Danh sách các tiểu hành tinh/29501–29600 | 29501–29600 Danh sách các tiểu hành tinh/29501–29600 | 29501–29600 Danh sách các tiểu hành tinh/29501–29600 | 29601–29700 Danh sách các tiểu hành tinh/29601–29700 | 29601–29700 Danh sách các tiểu hành tinh/29601–29700 | 29601–29700 Danh sách các tiểu hành tinh/29601–29700 | 29601–29700 Danh sách các tiểu hành tinh/29601–29700 | 29601–29700 Danh sách các tiểu hành tinh/29601–29700 | 29701–29800 Danh sách các tiểu hành tinh/29701–29800 | 29701–29800 Danh sách các tiểu hành tinh/29701–29800 | 29701–29800 Danh sách các tiểu hành tinh/29701–29800 | 29701–29800 Danh sách các tiểu hành tinh/29701–29800 | 29701–29800 Danh sách các tiểu hành tinh/29701–29800 | 29801–29900 Danh sách các tiểu hành tinh/29801–29900 | 29801–29900 Danh sách các tiểu hành tinh/29801–29900 | 29801–29900 Danh sách các tiểu hành tinh/29801–29900 | 29801–29900 Danh sách các tiểu hành tinh/29801–29900 | 29801–29900 Danh sách các tiểu hành tinh/29801–29900 | 29901–30000 Danh sách các tiểu hành tinh/29901–30000 | 29901–30000 Danh sách các tiểu hành tinh/29901–30000 | 29901–30000 Danh sách các tiểu hành tinh/29901–30000 | 29901–30000 Danh sách các tiểu hành tinh/29901–30000 | 29901–30000 Danh sách các tiểu hành tinh/29901–30000 |
| ---------------------------------------------------- | ---------------------------------------------------- | ---------------------------------------------------- | ---------------------------------------------------- | ---------------------------------------------------- | ---------------------------------------------------- | ---------------------------------------------------- | ---------------------------------------------------- | ---------------------------------------------------- | ---------------------------------------------------- | ---------------------------------------------------- | ---------------------------------------------------- | ---------------------------------------------------- | ---------------------------------------------------- | ---------------------------------------------------- | ---------------------------------------------------- | ---------------------------------------------------- | ---------------------------------------------------- | ---------------------------------------------------- | ---------------------------------------------------- | ---------------------------------------------------- | ---------------------------------------------------- | ---------------------------------------------------- | ---------------------------------------------------- | ---------------------------------------------------- | ---------------------------------------------------- | ---------------------------------------------------- | ---------------------------------------------------- | ---------------------------------------------------- | ---------------------------------------------------- | ---------------------------------------------------- | ---------------------------------------------------- | ---------------------------------------------------- | ---------------------------------------------------- | ---------------------------------------------------- | ---------------------------------------------------- | ---------------------------------------------------- | ---------------------------------------------------- | ---------------------------------------------------- | ---------------------------------------------------- | ---------------------------------------------------- | ---------------------------------------------------- | ---------------------------------------------------- | ---------------------------------------------------- | ---------------------------------------------------- | ---------------------------------------------------- | ---------------------------------------------------- | ---------------------------------------------------- | ---------------------------------------------------- | ---------------------------------------------------- |